# Christiane Uhlhorn
Christiane Uhlhorn (* 31. Januar 1927 in Marburg an der Lahn; † 1. August 2016 ebenda) war eine deutsche Politikerin (CDU) und Abgeordnete des Hessischen Landtags.

## Ausbildung und Beruf
Uhlhorn erlangte 1946 das Abitur und studierte in Marburg und Göttingen, Geschichte und Englisch. 1953 legte sie das Staatsexamen in Marburg ab. Anschließend studierte sie Gesang an der Musikakademie in Kassel und war 1957 bis 1959 als Sängerin am Staatstheater Kassel tätig. 1961 legte Uhlhorn die zweite philologische Staatsprüfung in Marburg ab und arbeitete seit 1961 als Oberstudienrätin. Nach ihrer Zeit als Landtagsabgeordnete war diese an der Elisabethschule Marburg tätig.

## Politik
Uhlhorn wurde 1963 Mitglied der CDU. Von 1971 bis 1981 war sie Landesvorsitzende der CDU-Frauenvereinigung und Mitglied des Bundesvorstandes der CDU-Frauenvereinigung.
Uhlhorn war von 1970 bis 1977 Stadtverordnete in Hünfeld und vom 1. Dezember 1970 bis zum 30. November 1978 Mitglied des Hessischen Landtags.